# Тулендибаев, Адилжан Ришатович
Адилжан Ришатович Тулендибаев (узб. Adiljan Rishatovich Tulendibaev; род. 11 апреля 1985 года, Ташкентская область, Узбекская ССР) ― узбекский дзюдоист-паралимпиец, выступающий в весовой категории свыше 100 кг. Чемпион Летних Паралимпийских игр 2016 года, призёр Чемпионата Азии, чемпион Параазиастких игр.

## Карьера
В 2004 году на Юниорском чемпионате мира по дзюдо в Будапеште (Венгрия) в весовой категории свыше 100 кг завоевал бронзовую медаль. На Чемпионате Узбекистана выиграл серебряную медаль. В 2006 году на Кубке мира в Баку (Азербайджан) выиграл бронзовую медаль.
В 2009 году на Чемпионате Азии по дзюдо в Тайбэе (Тайвань) в абсолютной категории выиграл бронзовую медаль. На следующий год на Чемпионате Узбекистана в Чирчике в абсолютной весовой категории выиграл золотую медаль. В 2011 и 2012 году на этапе Кубка мира по дзюдо в Ташкенте выиграл серебряную медаль в весовой категории свыше 100 кг и бронзовую медаль соответственно.
В 2014 году на Летних Параазиатских играх в Инчхоне (Республика Корея) в весовой категории свыше 100 кг в финале одержал победу над иранским дзюдоистом Хамзех Надри и выиграл золотую медаль. На Чемпионате мира по дзюдо среди слепых и слабовидящих в Колорадо (США) выиграл золотую медаль.
В 2016 году на Летних Паралимпийских играх в Рио-де-Жанейро (Бразилия) в весовой категории свыше 100 кг выиграл золотую медаль, одержав победу в финале над бразильским дзюдоистом Вильянс Силва де Араужо. В этом же году президент Узбекистана Шавкат Мирзиёев наградил Адилжана почётным званием «Узбекистон ифтихори» («Гордость Узбекистана»).